# August Rei
August Rei (22 de març de 1886 - Estocolm, 29 de març de 1963) fou un polític socialdemòcrata d'Estònia. Va néixer a Pilistvere, Parròquia de Kõo, al Comtat de Viljandi.